# Ludwig-Erhard-Brücke
Die Ludwig-Erhard-Brücke in Ulm führt die Karlstraße über den nördlichen Teil des Ulmer Hauptbahnhofes. Sie wird im Durchschnitt täglich von ca. 35.000 Fahrzeugen befahren und ist deshalb eine der wichtigsten Straßenbrücken in Ulm.

## Beschreibung
Die 292 m lange und 21 m breite Brücke hat vier Fahrspuren und zwei breite Geh- und Radwege. Aus konstruktiver Sicht handelt es sich um eine Zügelgurtbrücke mit sechs Öffnungen und einem Fahrbahnträger aus einem Spannbeton-Hohlkasten mit einer auskragenden Fahrbahnplatte. An den beiden markanten Pylonstielen aus Stahlbeton sind jeweils zwei schräge Gurte verankert, die den Fahrbahnträger über den beiden Hauptöffnungen tragen.
Der Bau begann 1986 und endete 1989.
2017 wurden bei einer routinemäßigen Brückenprüfung entdeckt, dass die Bewehrung zwischen der Fahrbahnplatte und den Betonbrüstungen an der Südseite  stark korrodiert war. Die Brüstungen wurden deshalb entfernt und durch eine temporäre Geländerkonstruktion ersetzt. 2021 und 2022 sollen die beiden Seiten der Brücke und im Anschluss daran der Fahrbahnbelag saniert werden. Zur Sicherheit des Bahnverkehrs kann dabei nur während Sperrpausen gearbeitet werden, die lange im Voraus mit der DB vereinbart werden müssen, im Fahrplan berücksichtigt werden und kaum veränderbar sind.

## Geschichte
Die erste Brücke an dieser Stelle war die 1877 eröffnete Blaubeurer-Tor-Brücke, die den schienengleichen Bahnübergang der Karlstraße ersetzte. Es war eine 225,6 m lange und 10 m breite schmiedeeiserne Fachwerkbrücke.
Sie wurde im Juni 1932 abgerissen und durch eine stählerne Fachwerkbrücke ersetzt, der 1933 eröffnet wurde. Sie war mit einer Länge von 226 m und einer Breite von 17,7  m die größte Brücke in Ulm.
Im Oktober 1986 wurde sie demontiert und durch die 1989 eröffnete Ludwig-Erhard-Brücke ersetzt.